# Ernst-Thälmann-Siedlung (Viereck)
Die Ernst-Thälmann-Siedlung, auch kurz Viereck ETS genannt, ist ein Ortsteil der Gemeinde Viereck des Amtes Uecker-Randow-Tal im Landkreis Vorpommern-Greifswald in Mecklenburg-Vorpommern. Sie wurde in der zweiten Hälfte des 20. Jahrhunderts inmitten eines großräumigen Waldgebietes als Wohnsiedlung für die auf den nahegelegenen militärischen Übungsplätzen Beschäftigten und ihre Familien errichtet.
Namensgeber der neuen Siedlung war Ernst Thälmann, ein führender Politiker der Kommunistischen Partei Deutschlands.

## Geografie
Die Ernst-Thälmann-Siedlung befindet sich etwa zwei Kilometer nordöstlich des Hauptortes Viereck. Nur durch eine Straße von der Siedlung getrennt, schließt sich westlich direkt das Gelände des weiträumigen „Standortübungsplatzes Stallberg“ mit Freiflächen und Funktionsgebäuden an. Dort befindet sich auch die Kürassier-Kaserne, der Standort des Panzergrenadierbataillons 411. Noch etwa eineinhalb Kilometer weiter nordöstlich liegt ein Teilbereich des bereits zur Nachbarstadt Eggesin gehörigen „Truppenübungsplatzes Jägerbrück“.

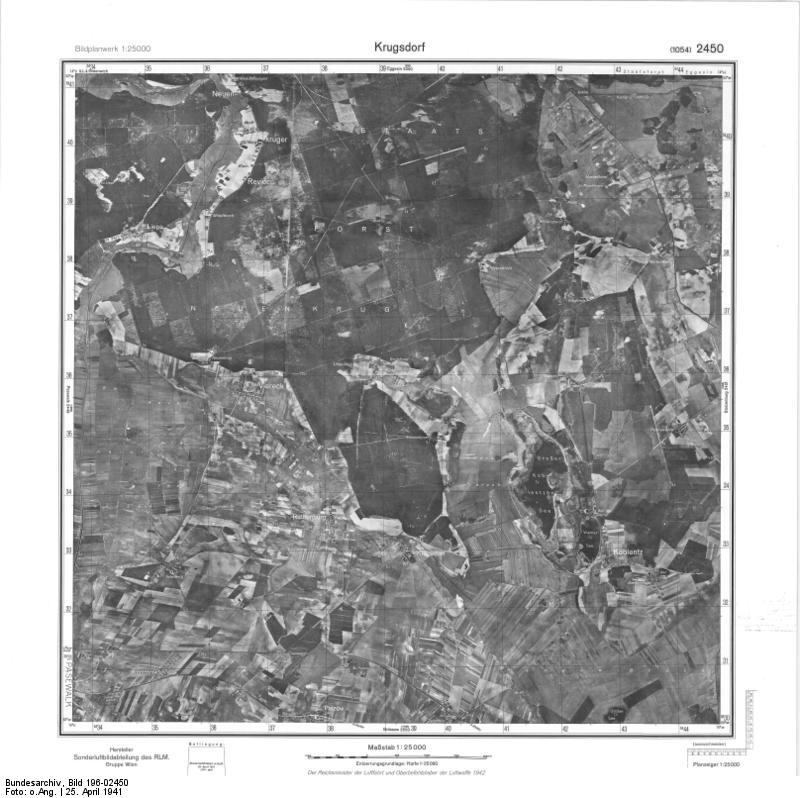
Luftbildkarte vom 25. April 1941:
Die heutige Ernst-Thälmann-Siedlung liegt etwas unterhalb der Bildmitte in dem großen dunklen Waldgebiet

Die großflächigen Wälder der Umgebung sind Mischwälder oder reine Nadelwälder, in denen die Baumart Kiefer dominiert.
Etwas abgesetzt von der Wohnsiedlung liegt im östlichen Waldbereich ein kleiner Weiher, der von den Ortsansässigen „das Marlowmeer“ genannt wird. Er ist nach dem ehemaligen Kommandeur des Flugabwehrraketen-Regimentes, Oberst Marlow, benannt. Dieser ließ dort für Neubauten in der Straße der Jugend Kies abbauen.

## Infrastruktur
Der Verein „Murkelei“ e.V. betreibt in der Karl-Marx-Straße 22 a eine Kindertagesstätte namens „Benjamin Blümchen“.

## Vereinsleben
In der Ernst-Thälmann-Siedlung gibt es eine Ortsgruppe der Hilfsorganisation Volkssolidarität und den „Jugendclub Viereck ETS e.V.“.

## Verkehr
Die Siedlung wird durch mehrere Straßen verkehrlich erschlossen. Die Straßennamen in der Ernst-Thälmann-Siedlung lauten: Am Wasserwerk, Birkenstraße, Geschwister-Scholl-Straße, Gneisenaustraße, Karl-Marx-Straße, Lange Straße, Lilo-Herrmann-Straße, Schulstraße, Straße der Jugend und Waldstraße.
Unmittelbar westlich der Ernst-Thälmann-Siedlung verläuft in Nord-Süd-Richtung die hier „Pasewalker Chaussee“ genannte Landesstraße L 321, eine Landesstraße zweiter Ordnung. Entlang dieser Straße verläuft auch eine Teilstrecke des Radfernwegs Berlin–Usedom.